# Premio Estense
Il Premio Estense è un premio letterario - giornalistico che viene assegnato annualmente a Ferrara ad un libro presente nei normali circuiti editoriali e pubblicato in lingua italiana a partire dall'inizio di gennaio dell'anno precedente. Può essere conferito all'autore o agli autori che hanno esposto in modo completo il tema trattato e relativo ad articoli apparsi sulla stampa o a servizi radiotelevisivi o su altri media.

## Storia
Il Premio fu ideato da Giorgio Piacentini nel 1965 quando, da presidente dell'allora Unione Industriale di Ferrara, fu invitato al Premio Campiello e, affascinato dal tipo di evento, pensò ad un premio culturale da organizzare a Ferrara, ma diverso rispetto ai premi letterari tradizionali. Volle legare il premio a giornalisti professionisti e pubblicisti.
La figlia Edgarda, giornalista che a quei tempi viveva a Roma, collaborò e contattò Gian Antonio Cibotto, giornalista di Rovigo e successivamente Gianni Granzotto. Cibotto e Granzotto aderirono all'iniziativa e, invitati a Ferrara nella villa di Fossanova San Marco, cominciano a pensare alla sua realizzazione.
Il premio venne organizzato in grande velocità, fu istituito un bando per i partecipanti ed il 25 giugno del 1965 si tenne la prima edizione del Premio Estense, nel Teatro Nuovo. Questo premio coinvolse la città con la costituzione sia di un comitato d'onore sia di una giuria popolare, per permettere ai cittadini di partecipare all'evento. Nel 1978 la sede del premio venne trasferito dal Teatro Nuovo al Teatro comunale di Ferrara.

## Vincitori del premio
- 1965 - Carlo Bo, per Siamo ancora cristiani? e Alberto Cavallari, per La Russia contro Kruscev
- 1966 - Enzo Bettiza, per La nuova cultura tedesca
- 1967 - Alberto Ronchey, per L'ultima America
- 1968 - Sergio Maldini, per Il giornalista riluttante
- 1969 - Adriano Buzzati Traverso, per L’uomo Su Misura
- 1970 - Vittorio Gorresio, per Roma. Ieri e oggi
- 1971 - Carlo Laurenzi, per Le rose di Cannes
- 1972 - Ennio Flaiano, per Le ombre bianche
- 1973 - Gianfranco Piazzesi, per La svolta dell'America
- 1974 - Guido Piovene, per L'Europa semilibera
- 1975 - Enzo Biagi, per Russia
- 1976 - Giuseppe Longo, per Italia dove?
- 1977 - Antonio Spinosa, per L'ultimo sud
- 1978 - Giancarlo Vigorelli, per Diario europeo
- 1979 - Beatrice Barbiellini Amidei, per Carovana di carta
- 1980 - Lucio Lami, per Il grido delle formiche
- 1981 - Ilario Fiore, per La Spagna è differente
- 1982 - Piero Ostellino, per Vivere in Cina
- 1983 - Rosellina Balbi, per Hatikvà. Il ritorno degli ebrei nella Terra Promessa
- 1984 - Giulio Nascimbeni, per Il calcolo dei dadi
- 1985 - Vittorio Sgarbi, per Il sogno della pittura
- 1986 - Federico Zeri, per L’inchiostro variopinto
- 1987 - Vittorio Zucconi, per Il Giappone tra noi
- 1988 - Ettore Mo, per La peste, la fame, la guerra
- 1989 - Giorgio Manganelli, per Improvvisi per macchina da scrivere
- 1990 - Saverio Vertone, per Il collasso
- 1991 - Furio Colombo, per Il terzo dopoguerra e Alberto Pasolini Zanelli per La caduta dei profeti
- 1992 - Igor Man, per Diario Arabo
- 1993 - Alfredo Cattabiani, per Santi d'Italia
- 1994 - Claudio Marabini, per Voci e silenzi di Romagna
- 1995 - Folco Quilici, per L’Africa
- 1996 - Raffaele Crovi, per Parole Incrociate
- 1997 - Alberto Arbasino, per Lettere da Londra
- 1998 - Fernanda Pivano, per Viaggio americano
- 1999 - Paolo Mieli, per Le storie La storia e Giuseppe Pederiali, per Padania felix
- 2000 - Stefano Lorenzetto, per Dimenticati
- 2001 - Lucio Villari, per Niccolò Machiavelli
- 2002 - Stefano Malatesta, per Il grande mare di sabbia
- 2003 - Bianca Stancanelli, per A testa alta
- 2004 - Ettore Mo, per I dimenticati
- 2005 - Pasquale Chessa, per Guerra civile 1943 1945 1948
- 2006 - Aldo Cazzullo, per I grandi vecchi
- 2007 - Cesare De Seta, per Viaggi controcorrente
- 2008 - Enzo Bettiza, per La primavera di Praga
- 2009 - Rosaria Capacchione, per L’oro della camorra
- 2010 - Benedetta Tobagi, per Come mi batte forte il tuo cuore[4]
- 2011 - Gianni Del Vecchio e Stefano Pitrelli, per Occulto Italia
- 2012 - Federico Fubini, per Noi siamo la rivoluzione
- 2013 - Gianluca Nicoletti, per Una notte ho sognato che parlavi
- 2014 - Domenico Quirico e Pierre Piccinin da Prata, per Il Paese del male
- 2015 - Jas Gawronski - A cena dal Papa
- 2016 - Sabrina Pignedoli, per Operazione AEmilia. Come una cosca di 'Ndrangheta si è insediata al Nord
- 2017 - Giovanni Bianconi, per L’assedio
- 2018 - Federica Angeli, per A mano disarmata. Cronaca di millesettecento giorni sotto scorta[5]
- 2019 - Francesca Mannocchi, per Io Khaled vendo uomini e sono innocente[6]
- 2020 - Pablo Trincia per Veleno e Concetto Vecchio per Cacciateli
- 2021 - Francesca Nava per Il focolaio. Da Bergamo al contagio nazionale
- 2022 - Marzio Breda per Capi senza Stato. I presidenti della grande crisi italiana
- 2023 - Gaia Tortora per Testa alta, e avanti
- 2024 - Francesco Costa per Frontiera. Perchè sarà un nuovo secolo americano

## Riconoscimento Gianni Granzotto
Gianni Granzotto fu per vent'anni presidente del Premio Estense. Alla sua morte, avvenuta nel 1985, venne istituito nella città di Ferrara un riconoscimento che porta il suo nome, il Riconoscimento Gianni Granzotto. Uno stile nell’informazione. Il riconoscimento viene da allora assegnato a un rappresentante dell'informazione che si è distinto ed è riconosciuto come corretto, attento ed impegnato.
Il premio consiste nella riproduzione in argento della celebre colubrina La Regina, che già si trova in copia in piazza Castello. La colubrina originale fu realizzata nel 1556 da Annibale Borgognoni per il duca Ercole II d'Este.

## Vincitori del riconoscimento
- 1985 - Indro Montanelli
- 1986 - Enrico Mattei
- 1987 - Alberto Ronchey
- 1988 - Eugenio Scalfari
- 1989 - Egisto Corradi
- 1990 - Enzo Biagi
- 1991 - Arrigo Levi
- 1992 - Baldassarre Molossi
- 1993 - Geno Pampaloni
- 1994 - Ugo Stille
- 1995 - Enzo Bettiza
- 1996 - Piero Angela
- 1997 - Guglielmo Zucconi
- 1998 - Mario Cervi
- 1999 - Sergio Romano
- 2001 - Ferruccio de Bortoli
- 2002 - Tiziano Terzani
- 2003 - Gad Lerner
- 2004 - Barbara Spinelli
- 2005 - Biagio Agnes
- 2006 - Giovanni Minoli
- 2007 - Vittorio Feltri
- 2008 - Enrico Mentana
- 2009 - Beppe Severgnini
- 2010 - Joaquín Navarro-Valls
- 2011 - Bruno Vespa
- 2012 - Stefano Folli
- 2013 - Giulio Anselmi
- 2014 - Milena Gabanelli
- 2015 - Lilli Gruber
- 2016 - Antonio Polito
- 2017 - Giovanni Floris
- 2018 - Franco Di Mare
- 2019 - Lucia Annunziata
- 2020 - Massimo Franco
- 2021 - Andrea Purgatori
- 2022 - Giovanna Botteri
- 2023 - Federico Rampini
- 2024 - Antonio Caprarica